# Enric I d'Haití
Henri Christophe, o Enric I d'Haití (Saint Kitts, Saint Kitts i Nevis, 6 d'octubre de 1767 – Cap Haitien, Regne d'Haití; 8 d'octubre de 1820), va ser un esclau provinent del grup ètnic bambara o del poble igbo. Va ser alliberat i va participar en la lluita haitiana per la independència. President el 1806, s'autoproclamà rei de la meitat septentrional del país que es va conèixer com el Regne d'Haití (1811–1820).

## Biografia
Nascut com Henry Christophe a l'illa de Saint Kitts, Christophe va ser portat a Santo Domingo, on va treballar en el restaurant d'un hotel i va aconseguir la llibertat. Es diu que va lluitar durant la Guerra de la Independència dels Estats Units en el setge a Savannah. Es va casar amb Marie-Louise Coidavid, que li va donar quatre fills: Víctor Enric, Ferran, Atenea i Ametista Christophe (més un fill nascut mort). Christophe va destacar en la rebel·lió de 1791, ascendint al rang de general en 1802. En 1806, va participar en el cop d'estat contra Jacob I i va prendre el control del nord del país. El seu principal enemic era el seu còmplice en la conspiració, Alexandre Pétion, qui va governar la regió meridional en república separada, sota la seva presidència. Enric va ser proclamat president de l'Estat d'Haití en 1807 juntament amb Pétion, aquest com a president de la "República d'Haití" en oposició al sud. En 1811, va convertir l'Estat d'Haití en un regne i es va proclamar rei, governant amb el nom d'Enric I d'Haití.
Va fer construir sis castells, vuit palaus i la sòlida Fortalesa Laferrière, encara considerada com una de les meravelles de l'època. Es va envoltar d'una elaborada noblesa haitiana de la seva pròpia creació, que consistia en 4 prínceps, 8 ducs, 22 comtes, 37 barons i 14 cavallers. Això va motivar burles a Europa, on l'expressió noblesa haitiana es va tornar sinònim d'una aristocràcia improvisada creada per un govern inestable.
Malgrat els seus esforços per impulsar l'educació i establir un sistema legal, el Codi Henri, Enric I va ser un impopular monarca autocràtic el regne del qual estava en constant conflicte amb el sud. Cap al final del seu regnat, el sentiment públic es trobava tallantment en contra del que es percebia com la seva política feudal, proposta per desenvolupar el país.
El rei Enric, malalt i indecís, va decidir suïcidar-se disparant-se una bala d'or, abans que enfrontar-se a la possibilitat d'un cop d'estat. En la rebel·lió que va seguir, el seu fill adolescent, el Dofí Víctor Enric, va ser linxat pels revoltats, i amb ell es va extingir la dinastia Christophe, ja que Enric I havia imposat la llei sàlica, que no permetia a les dones ascendir al tron o transmetre drets als seus descendents. La seva vídua la reina Maria Lluïsa i dues filles, les princeses Athenais i Ametista, van aconseguir fugir del país i es van establir a Itàlia, es diu que uns joves italians van violar a les joves princeses quan es van adonar que eren filles d'un Rei. Van ser enterrades a Pisa.
La història d'Enric I va servir d'argument de la Tragédie du Roi Christophe, una obra teatral de 1963 escrita pel martiniquès Aimé Césaire, i també, en gran manera, per a la novel·la d'Alejo Carpentier El regne d'aquest món (1949). La seva figura està present en l'obra de Eugene O'Neill L'emperador Jones. Per la seva banda, el cronista de viatges, corresponsal i antropòleg John W. Vandercook li dedica el seu llibre El rei d'Haití, versió espanyola en Eds. Rialp, Madrid, 1955.

## Distincions honorífiques

### Distincions honorífiques haitianes
- Sobirà Gran Maestre (i fundador) de la Real i Militar Ordre de Sant Enrique (20/04/1811).50x50px